# Borovany (district de České Budějovice)
Pour les articles homonymes, voir Borovany.
Borovany (en allemand : Forbes) est une ville du district de České Budějovice, dans la région de Bohême-du-Sud, en République tchèque. Sa population s'élevait à 4 162 habitants en 2023.

## Géographie
Borovany se trouve à 15 km au sud-est de České Budějovice et à 132 km au sud de Prague.
La commune est limitée par Ledenice au nord, par Mladošovice et Jílovice à l'est, par Petříkov au sud-est, par Olešnice et Trhové Sviny au sud et par Ostrolovský Újezd et Strážkovice à l'ouest.

## Histoire
La première mention écrite de la localité date de 1186.

## Patrimoine

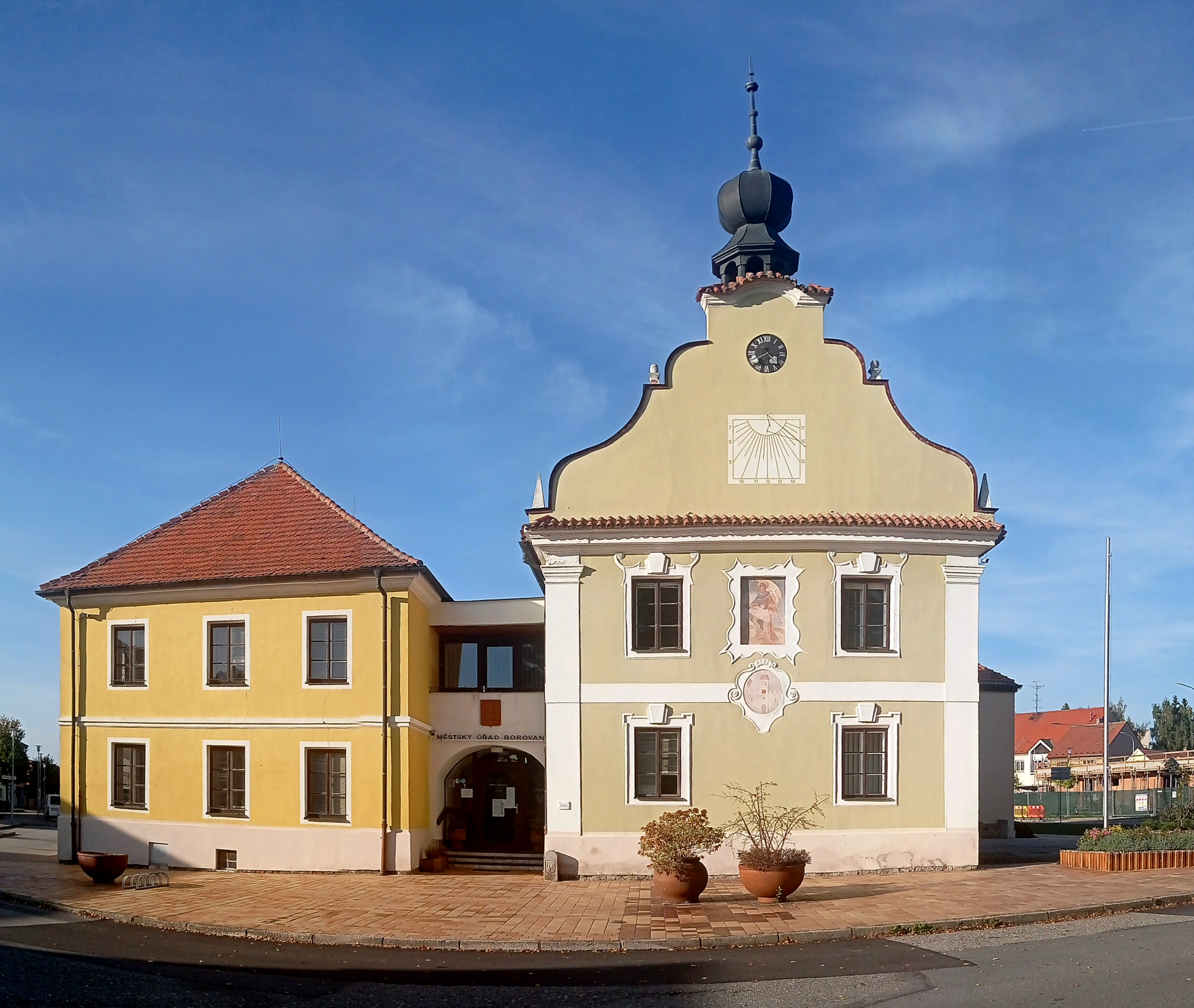
Borovany : hôtel de ville.
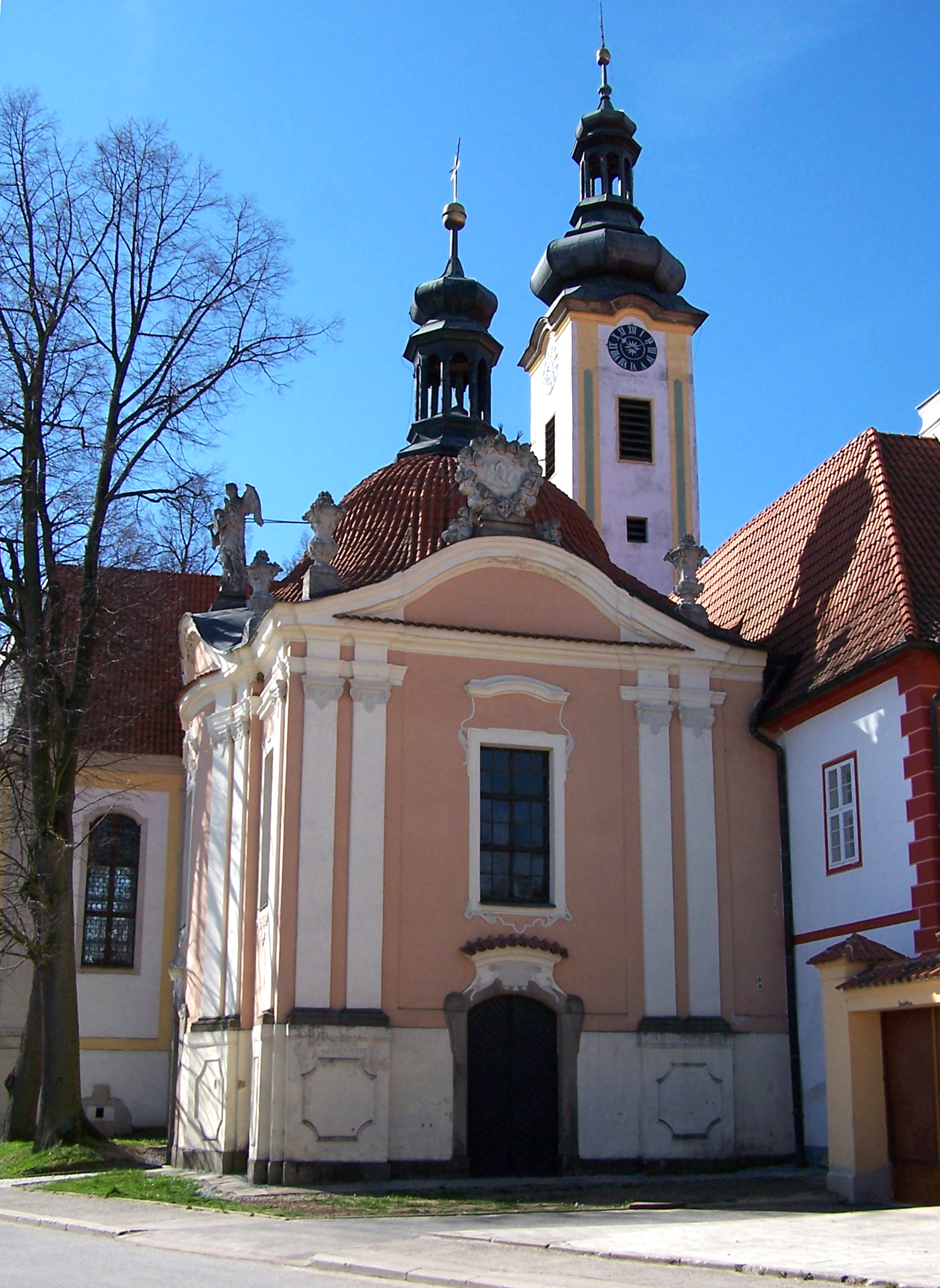
Église de la Visitation.

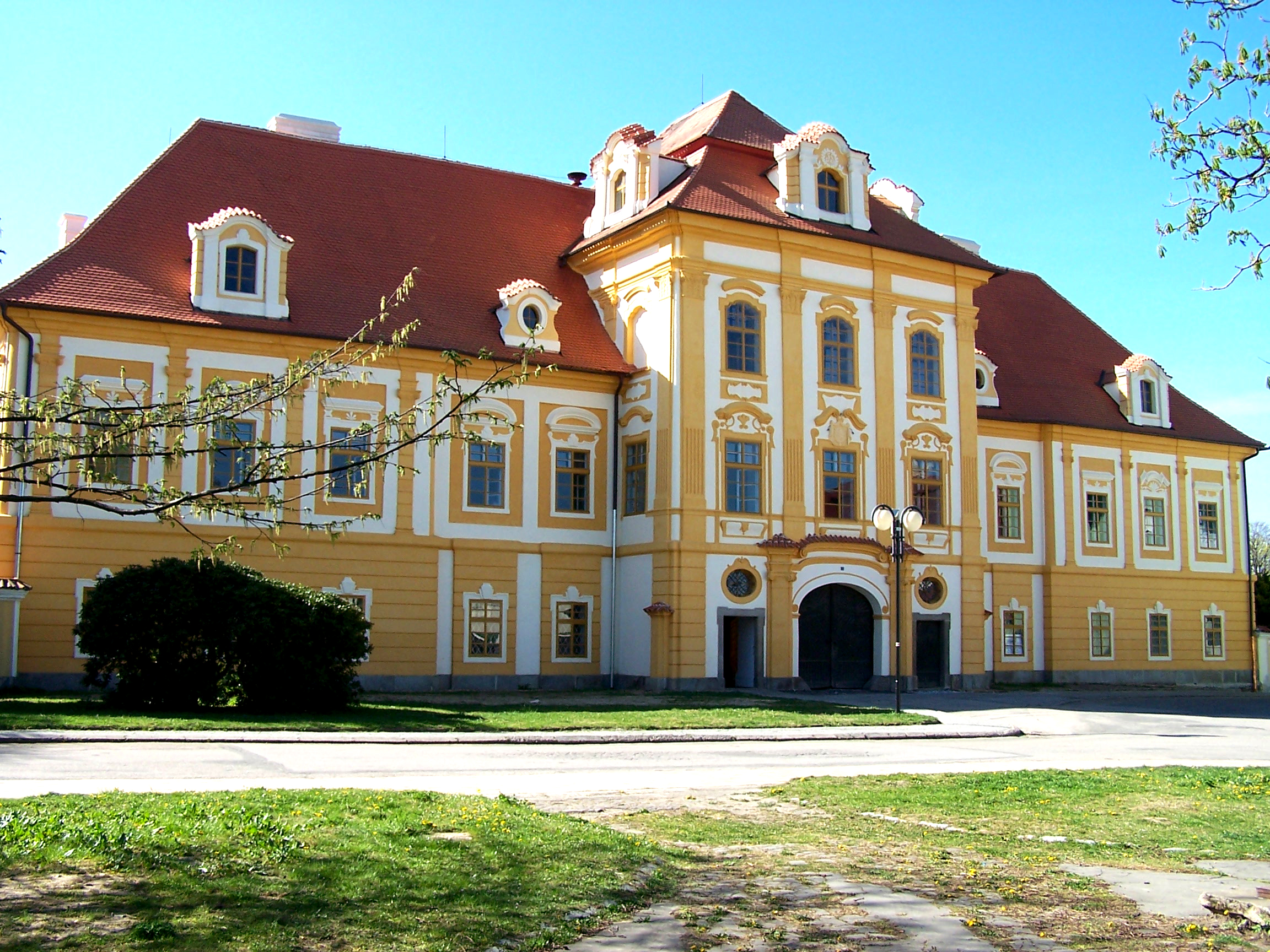
Monastère de Borovany : la façade.
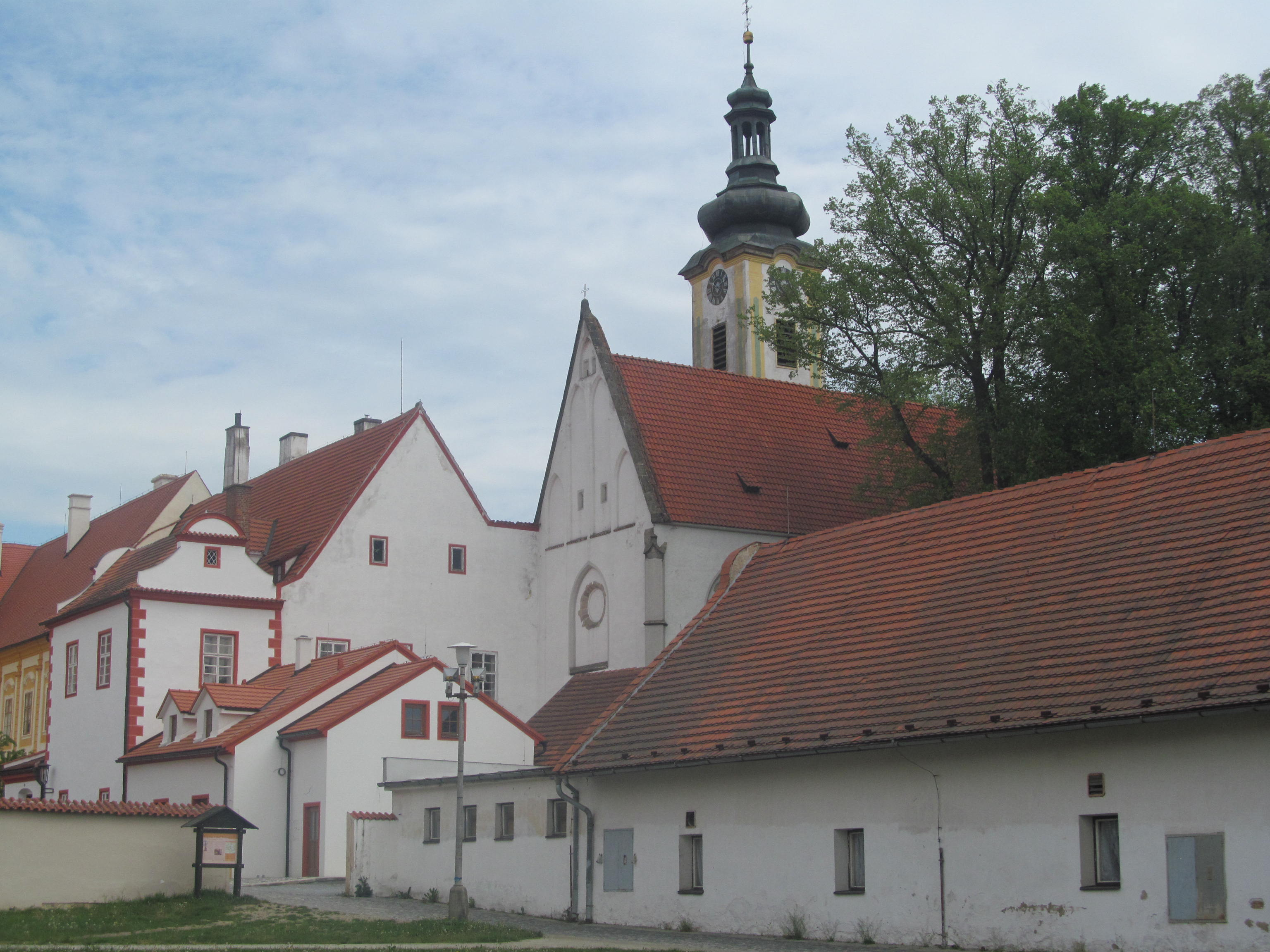
Monastère de Borovany : la cour.

## Administration
La commune se compose de sept sections :
- Borovany
- Dvorec
- Hluboká u Borovan
- Radostice
- Trocnov
- Třebeč
- Vrcov

## Transports
Par la route, Borovany se trouve à 8 km de Trhové Sviny, à 17 km de České Budějovice et à 159 km de Prague.